# Glavni štab Hrvatske
Glavni štab Hrvatske (u suvremenom hrvatskom nazivlju: Glavni stožer Hrvatske) je bio operativno-teritorijalni organ kojemu je namjena bila rukovoditi oružanom borbom i zapovijedati postrojbama i vojnopozadinskim ustanovama partizanskih snaga u Hrvatskoj.
Postojao je od 19. listopada 1941. do konca drugoga svjetskog rata u Hrvatskoj. Mijenjao je ime tijekom rata kao i sjedište.
Glavni štab Hrvatske je sudjelovao u raznim ratnim zločinima koje su tijekom ratnih sukoba počinjavale postrojbe pod njegovim zapovjedništvom - kao uostalom i sve druge postrojbe u ratnom sukobu koji je tih godina bijesnio Hrvatskom. Partizani su učestalo ubijali civile za koje se znalo ili smatralo da "surađuju s okupatorom", odvodili ih na prisilni rad, a povremeno i provodili masovna ubojstva i paleži, npr. prigodom uništenja velikog hrvatskog sela Zrin na Banovini u rujnu 1943.

## Povijest
Za pripremanje ustanka, formiranje i rukovođenje partizanskim jedinicama u Hrvatskoj, Centralni komitet KP Hrvatske je, lipnja 1941. godine, formirao Operativno partijsko rukovodstvo koje je imalo ulogu vojnog štaba. Za članove Operativnog rukovodstva imenovani su Rade Končar, tajnik CK KPH, za zapovjednika, Vlado Popović, delegat CK KPJ i Vrhovnog štaba NOVJ-a, za tajnika i Andrija Hebrang.
Rukovodstvo je objedinjavalo djelovanje svih partizanskih postrojbâ sa slobodnog teritorija Korduna i Banovine preko mjesnih štabova (stožera) i štabova prvih partizanskih postrojbi. Nakon Savjetovanja u Stolicama, a po zapovijedi Vrhovnog štaba, 19. listopada 1941. godine formiran je Glavni štab narodno-oslobodilačkih partizanskih odreda Hrvatske (GŠ NOP), koji je od studenoga 1942. ponio ime Glavni štab NOV-a i PO-a Hrvatske). 
Sačinjavali su ga: zapovjednik Ivan Rukavina (od 1943. Ivan Gošnjak), politički komesar Marko Orešković (od prosinca 1941. Vladimir Bakarić) i članovi štaba: Stanko Opačić, Franjo Ogulinac, Veljko Kovačević i Vlado Ćetković. 

Politički komesari bili su i Franjo Ogulinac i Rade Žigić.
Sjedište je prvo bilo u selu Zbjegu kod Slunja. Siječnja 1942. sjedište se s Korduna premjestilo u Gorski kotar u selo Drežnicu. Sljedeće sjedište bilo je u Lici.
Za pojedine oblasti (Baniju, Kordun, Liku, sjevernu Hrvatsku, Slavoniju, Gorski kotar i Primorje) formirana su povjereništva Centralnog komiteta KPH, koja su se pretežno bavila vojnim pitanjima. Ova povjereništva su ubrzo prerasla u vojne štabove za te oblasti. Iako je u Dalmaciji postojao Pokrajinski komitet, koji je organizacijski bio vezan za CK KPH, pri njemu nije formiran vojni štab, pa je sva vojna pitanja rješavao Glavni štab Hrvatske.
U svim krajevima Hrvatske organizatori ustanka su bili članovi CK KP Hrvatske i Glavnog štaba Hrvatske, koji su radili na stvaranju lokalnih vojnih rukovodstava, štabova i partizanskih postrojbi. Marko Orešković je bio organizator ustanka u Lici, a dijelom i u Bosanskoj krajini, Pavle Pap i Mirko Kovačević u Dalmaciji, Rade Končar i Josip Kraš na Kordunu, Vlado Janić na Banovini, Karlo Mrazović u Hrvatskom zagorju i Međimurju, Pavle Gregorić u Slavoniji i Podravini. Tako su u svim područjima bili angažirani najodgovorniji partijski kadrovi da neposredno rukovode ustankom, a kada su formirani vojni štabovi i jedinice, oni su, uglavnom, postavljeni za zapovjednike ili političke komesare operativnih zona, brigada, divizija i korpusa NOVJ-a.
Glavni štab Hrvatske nalazio se na slobodnom teritoriju Korduna,  Banovine i Like i tamo neposredno sudjelovao u razvoju NOB-a. Od dolaska Vrhovnog štaba, u Bosansku krajinu u drugoj polovini 1942. godine, CK KPJ i Glavni štab Hrvatske su sve do kraja rata rukovodili operativnim postrojbama. Do jeseni 1942. godine, Glavni štab Hrvatske ostao je bez vodećih rukovodećih kadrova, kao što su Rade Končar, Marko Orešković, Josip Kraš, Pavle Pap i ostali.
GŠH je tijekom ratnih godina naređivao i odobravao brojna ubojstva civila za koje se znalo ili smatralo da "surađuju s okupatorom", te druge vrste represije prema političkim neistomišljenicima.

### Ljudstvo
Na području koje je bilo pod zapovjednim djelokrugom glavnog stožera Hrvatske broj boraca je vremenom rastao (brojke su koncem razdoblja):
- 1941.: oko 7000
- 1942.: oko 25.000
- 1943.: oko 100.000
- 1944.: oko 150.000

## Djelokrug
Područje koje je koncem 1944. bilo pod zapovjedništvom glavnog stožera za Hrvatsku obuhvaćalo je Banovinu, Dalmaciju, Gorski kotar, Istru, Kordun, Liku, Pokuplje, Slavoniju i zagrebačku oblast.

## Formiranje operativnih zona
Od od druge polovine ožujka 1942. godine na teritoriju Hrvatske formirano je pet operativnih zona.
- Štab Prve operativne zone formiran je za rukovođenje partizanskim postrojbama u Lici, Banovini i Kordunu i postojao je od siječnja do studenog 1942. godine kada su njegove funkcije prenesene na Štab Prvog hrvatskog korpusa NOVJ-a.
- Štab Druge (zagrebačke) operativne zone objedinjavao je operacije svih postrojbi na području Pokuplja, Žumberka, Kalnika, Moslavine i Hrvatskog zagorja, funkcionirao je u vremenu od ožujka 1942. do siječnja 1944. godine, kada su njegove funkcije prenesene na Štab Desetog (zagrebačkog) korpusa NOVJ-a.
- Štab Treće operativne zone obuhvaćao je područje Slavonije i Srijema, koji je, po naređenju Vrhovnog štaba, u operativnom pogledu bio pod zapovjedništvom Glavnog štaba Hrvatske. Štab zone je funkcionirao od svibnja 1942. do lipnja 1943. godine, kada je formiran Štab Drugog korpusa u Slavoniji i Glavni štab Vojvodine kome je u nadležnost dan Srijem istočno od crte razgraničenja koja se nalazila istočno od Vukovara, Vinkovaca i Županje.[5]
- Štab Četvrte operativne zone postojao je od 11. srpnja 1942. do 13. veljače 1943. godine kada je preimenovan u Štab Devete (dalmatinske) divizije NOVJ-a. Ovaj štab je ponovo obnovljen tijekom Četvrte i Pete antipartizanske ofenzive kao Operativni štab za Dalmaciju (Dalmacija (do Neretve) i Livno),[4] a potom kao Štab Četvrte operativne zone sve dok nije definitivno prestao postojati 5. listopada 1943. godine, kada je sve njegove funkcije preuzeo Osmi korpus NOVJ-a.
- Štab Pete operativne zone, obuhvaćao je Gorski kotar, Hrvatsko primorje, a kasnije i Istru.[4] U Hrvatskoj je prihvaćen prijedlog Glavnog štaba, pa je u svibnju 1942. godine formiran Štab Pete operativne zone za područje Gorskog kotara i Hrvatskog primorja, koji je prestao postojati kada je u lipnju 1943. godine formiran Štab Grupe primorsko-goranskih NOP odreda. Iako u zapovijedi Vrhovnog štaba nije bilo predviđeno formiranje Pete operativne zone prihvaćen je prijedlog Glavnog štaba Hrvatske o njegovom formiranju.

Neposredno poslije kapitulacije Italije, rujna 1943. godine, formiran je Operativni štab za Istru, što je bilo u skladu sa zahtjevima stanovništva ove oblasti, za priključenje Jugoslaviji, o čemu je na Prvom zasjedanju ZAVNOH-a i Drugom zasjedanju AVNOJ-a definitivno i odlučeno. Kolovoza 1944. godine u Istri je formirana 43. istarska divizija NOVJ-a, pa je njen Štab preuzeo ulogu Operativnog štaba.

## Organizacija
1943. godine GŠ se formacijiski podijelio na zapovjedni dio stožera ("komandni"), koji je obuhvaćao zapovjednika ("komandanta"), političkog povjerenika (“komesara”) i načelnika stožera ("načelnika štaba") i na dva odjeljenja.
To je bilo od polovine 1943. godine kad je Glavni štab Hrvatske, pored zapovjednog dijela štaba, imao je i dva odjeljenja. 
Prvo odjeljenje obuhvaćalo je rad operativnog, obavještajnog, personalnog, političko-obavještajnog, inženjerijskog i topničkog odsjeka i Drugo odjeljenje koje je imalo odsjeke za vojne vlasti i pozadinu, pozadinski, sudski, sanitetski, tehnički i intendantski. Odsjeci 1944. postaju odjeljenja.

## Gašenje i gubitak vojne samostalnosti Hrvatske
Od svih drugih stožera na tlu ondašnje Jugoslavije, Glavni štab Hrvatske bio je najjači i najrazvijeniji operativno-teritorijalni organ partizanskih snaga i po brojnosti osoblja i po dužnostima koje je obnašao.
Krajem rata raspušten je, a postrojbe podređene ovom stožeru uključene su u sastav Jugoslavenske armije. Time se razbila hrvatska posebnost utapanjem u amorfnu jugoslavensku vojsku koja nije odražavala republičke posebnosti kao što je to bio slučaj s upravnom organizacijom. Događaji u desetljeću koji su uslijedili pokazali su u tome korijene zatiranja hrvatske samosvojnosti i stvaranje podloge za (obnovljene) jugounitarističke tendencije, obnovu (veliko)srpske hegemonije u vojsci, policiji i državnoj upravi te posrbljivanja Hrvatske i hrvatskog naroda preko jugoslavizacije društvene i nacionalne svijesti i hrvatskog jezika.

Gašenjem ovog stožera svaku vojnu samostalnost koju je Hrvatska imala i razvila tijekom rata izgubila je. Nekakvi elementi hrvatske vojne samostalnosti u Jugoslaviji praktično su nestali, a jedini trag bila je Teritorijalna obrana SR Hrvatske koja je imala samo oružje i nemobilizirano osoblje t.j. pričuvnu vojsku, bez ikakvih profesionalaca i prave samostalne neovisne organizacije. Ideja hrvatske vojne neovisnosti unutar Jugoslavije postala je tabu, zabranjena tema, izjednačavana s najtežim zločinima, proglašavana kontrarevolucionarnom, veleizdajničkom i neprijateljskom. Osobiti teški biljeg toj ideji dao je izjavom Josip Broz Tito koji je tom izjavom neizravno najavio sječu Hrvatske i demokratizacijskih procesa (hrvatskog proljeća), davši tako potporu jugounitaristima, srpskim hegemonima i izdajnicima Hrvatske: 
Osamostaljivanjem Hrvatske i postupnim raspadom SFRJ Hrvatska je stidljivo, skrovito, ali postupno obnovila svoju vojnu samostalnost (ZNG, HV, MUP RH). Težinu tog pothvata i prkos pokazan kroz obnovu iskazao je hrvatski general Janko Bobetko nazivom knjige Sava je ipak potekla prema Zagrebu